# 4153 Roburnham
4153 Roburnham eller 1985 JT1 är en asteroid i huvudbältet som upptäcktes den 14 maj 1985 av den amerikanska astronomen Carolyn S. Shoemaker vid Palomar-observatoriet. Den är uppkallad efter den amerikanske astronomen Robert Burnham Jr.
Asteroiden har en diameter på ungefär 17 kilometer och den tillhör asteroidgruppen Themis.